# Xã Mascoutah, Quận St. Clair, Illinois
Xã Mascoutah (tiếng Anh: Mascoutah Township) là một xã thuộc quận St. Clair, tiểu bang Illinois, Hoa Kỳ. Năm 2010, dân số của xã này là 8.217 người.